# Peștele de cristal
Peștele de cristal, cu numele binominal Kryptopterus bicirrhis, sau somonul de sticlă este un pește de apă dulce originar din râurile din Asia de Sud-Est, posedă o caracteristică rar întâlnită, este transparent! Această calitate remarcabilă de "camuflaj la vedere" a reprezentantului nostru din familia somonilor (Siluridae) se datorează următoarelor caracteristici:
-nu prezintă solzi, pielea și carnea nu prezintă pigment (caracteristică specială a genului Kryptopterus), iar aproape toate organele interne sunt poziționate în apropierea capului, astfel permițându-se o vizibilitate perfectă prin corp. Toate cele menționate ajută enorm la obținerea efectului de transparență, însă adevăratul secret din spatele acestui mister constă în faptul că Kryptopterus bicirrhis generează anumite impulsuri nervoase de la nivelul melanoforilor (celule conjunctive care transportă pigmentul melanic), prin care se realizează stimularea mai multor substanțe care produc efectul de transparență. Când moare, nemaifiind posibile excitările sistemului nervos simpatic, peștele de cristal devine alb, și iată cum totuși are sens să-l numim "peștele fantomă".
Ca și caracter, somonul de sticla este timid și preferă acvariile bogate în plante, atât de suprafață, cât și de substrat, la adăpostul cărora se simte în siguranță. De asemenea, este un pește sociabil și pentru a fi menținut optim într-un acvariu trebuie să existe un banc de cel puțin 6-7 exemplare, pentru că altfel durata de viață va fi scurtă.